# Ogcocephalidae
Ogcocephalidae é uma família de peixes actinopterígeos pertencentes à ordem Lophiiformes.
São também chamados de peixes-morcego, devido a suas nadadeiras peitorais modificadas em forma de asa.